# Yellowcard
Yellowcard — американський панк-рок гурт, заснований у Джексонвіллі (штат Флорида) в 1997 році. 2000 року переїхав до Лос-Анджелеса. Гурт відомий завдяки таким успішним пісням, як "Ocean Avenue", "Only One", and "Lights and Sounds". Гурт вирізнявся з-поміж інших представників жанру панк-рок використанням скрипки. Група випустила десять студійних альбомів. Останній, під назвою Yellowcard, вийшов 30 вересня 2016 року на лейблі Hopeless Records. Група зіграла своє останнє шоу 25 березня 2017 року в клубі House of Blues в Анагайм, Каліфорнія.

## Історія

### 1997—2002: ранні роки
Гурт Yellowcard був заснований 1997 року в Джексонвіллі, штат Флорида. Гурт випустив свій перший альбом, "Midget Tossing" у 1997 році. У той час Шон Мекін брав участь у записі декількох пісень, не постійний член гурту, він відмовляв багатьом пропозиціям гурту. "Where We Stand", другий альбом, продовжив ідею першого, і Шон був задіяний вже в більшій кількості пісень. Незабаром Бен Добсон втратив інтерес до проєкту і пішов. Його замінив Раян Кі (вокал/ритм-гітарист), який раніше грав у гурті під назвою Craig's Brother. На початку 2000 гурт записав мініальбом "Still Standing EP", незабаром після чого Тодд Клері покинув гурт і Раяну Кі довелося виконувати обов'язки Тодда і Бена: співати та грати на гітарі.
Після того, як новий EP був відісланий другу Стіву Лубарскі в Lobster Records гурт підписав свій перший контракт в червні 2000 і вже восени вирушив записувати свій повноцінний альбом.
Таким чином, у 2001 вийшов третій альбом "One for the Kids" (Lobster Records). За ним вийшов "The Underdog EP" (Ramev Records) у 2002, який був досить тепло прийнятий фанатами. Хоч би що там було, але після випуску "The Underdog EP" Воррен Кук покинув колектив з особистих причин. І гурт покликав свого старого друга - Піта Мозлі з "Inspection 12", бас-гітариста. Приблизно в період між тим, як був записаний останній EP і пішов Воррен Кук був знятий кліп на пісню "Powder". Пізніше він потрапив на розширену версію альбому "Ocean Avenue".

### 2002—2005: Ocean Avenue

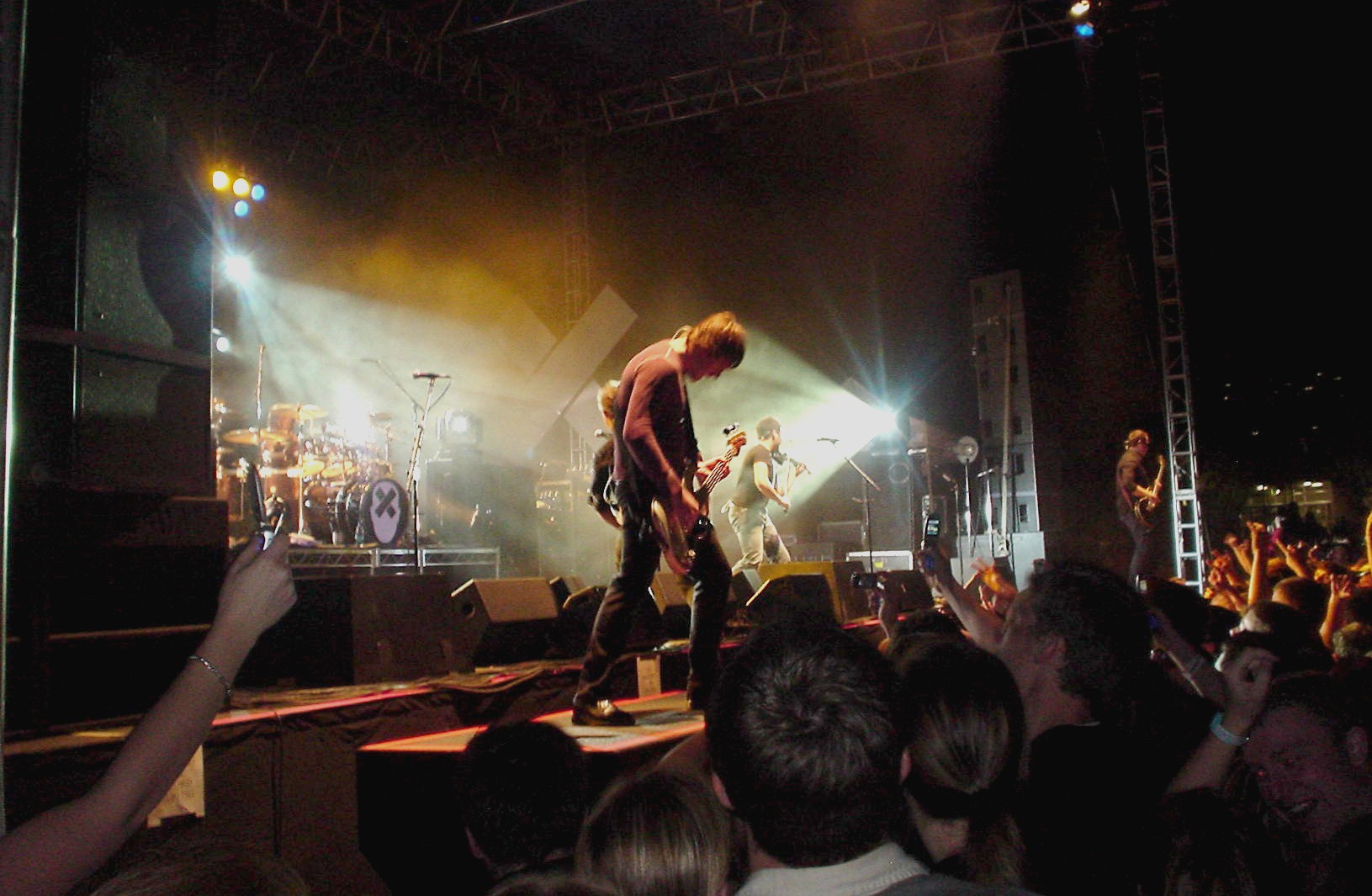
Пітер Моузлі (квітень 2006).

Але по справжньому Yellowcard публіка пррийняла тільки після виходу "Ocean Avenue" (2003). Фанати полюбили щирі тексти і унікальний музичний стиль. У процесі запису альбому Пітер Моузлі залишив гурт, посилаючись на особисті причини. Гурт знову почав пошуки басиста і знайшла Алекса Люїса. Першим синглом стала пісня "Way Away". Він добре пройшов на MTV2 і рок-радіо, отримавши 25 місце в рок-чартах. Пісня наробила достатньо шуму і визначила основний напрям гурту. Посеред туру гурту на підтримку альбому зі своєї напів-відставки повернувся Піт Мозлі та проявив бажання повернутися в колектив. А оскільки Піт був невіддільною частиною колективу при записі "Ocean Avenue" і він був хорошим другом учасників гурту ще зі старшої школи, Люїсу довелося піти й Піт зайняв його місце. Наприкінці 2003 року гурт випустив свій проривний сингл - "Ocean Avenue". Вперше показаний на MTV TRL, він швидко посів перше місце в багатьох чартах. З часом пісню стали крутити й по радіо, і вона зайняла 37-е місце в Billboard Hot 100. Раптово Yellowcard були скрізь, починаючи з обкладинки Alternative Press закінчуючи тим, що вони стали хедлайнерами Warped Tour (2004). Також, у 2004 році на MTV VMA Yellowcard відвезли з собою нагороду за відео Ocean Avenue. Другий трек альбому, "Breathing", також з'явився в іграх "Burnout 3: Takedown" і "FlatOut 2".
Після успіху "Ocean Avenue" вийшов сингл на пісню "Only One", який непогано пройшов на TRL і радіо.
У кінцевому підсумку було продано понад два мільйони копій альбому, і це тільки в США.
Як тільки популярність "Ocean Avenue" стала затухати, гурт зробив декілька саундтреків і окремих пісень.
Перший - "Gifts & Curses", фігурував у фільмі "Людина-павук 2", Інший, кавер на "Violines" (Lagwagon), вийшов у збірці "Rock Against Bush, Vol. 2". На MTV Movie Awards у 2005 році гурт представив кавер на пісню "Don't You Forget About Me" під час триб'юту до фільму "Клуб «Сніданок»" (The Breakfast Club). Пісня з альбому під назвою "Life of a Salesman" є посиланням на дитинство батька Раяна Кі.

### 2005—2006: Lights and Sounds
Більшу частину 2005 року Yellowcard працювали над своїм наступним альбомом «Lights and Sounds». Реліз відбувся 24 січня 2006.
У січні 2005 Піт і Раян поїхали до Нью-Йорка, щоб розпочати запис нового альбому, в той час, як інші члени гурту відновлювали сили в Каліфорнії після 18 безперервних місяців турне. Загальна концепція альбому є ні що інше, як вираз негативних почуттів стосовно Лос-Анджелесу. 20 пісень було записано, 14 з них потрапили на CD, плюс b-side була доступна на імпортних версіях, CD-синглах і iTunes Store. Незабаром після запису альбому Бен Гарпер, соло-гітарист, один із засновників гурту, покинув музичний колектив і сфокусувався на своєму власному лейблі звукозаписуючому Takeover Records. На його місце прийшов Раян Мендез із Staring Back (до речі, лейбл Бена був близький до того, щоб почати писати новий альбом цього гурту). Після Yellowcard Бен приєднався до Amber Pacific, але незабаром пішов від них. Зараз Бен Гарпер грає в гурті Hey Mike! та працює в Takeover Records. Трек «Lights & Sounds» став сингловий, також його можна почути в іграшці Burnout Revenge. У перший тиждень продажів альбом розійшовся тиражем в 90 000 копій, а загалом у всьому світі було продано понад мільйон копій.
Другим синглом стала пісня «Rough Landing, Holly», вперше кліп показали у березні 2006 року.

### 2016—2017: однойменний останній альбом і розпад
24 лютого 2016 року лейбл Hopeless Records оголосив, що Yellowcard знову приєдналися до лейблу і записує альбом, реліз якого заплановано на кінець 2016 року. Було підтверджено, що Нейт Янг буде грати на барабанах у новому альбомі. 6 квітня 2016 року Раян Кі підтвердив у своєму Twitter-акаунті, що одним з нових треків буде «I'm a Wrecking Ball», який був написаний і демозаписаний у 2008 році разом з Раяном Мендезом і Деном Маклінтоком. 7 червня 2016 року гурт оголосив у Facebook, що новий альбом буде однойменним; Yellowcard вийшов 30 вересня 2016 року. 24 червня 2016 року гурт випустив перший сингл з альбому під назвою «Rest In Peace». 17 серпня 2016 року вийшов відеокліп на пісню «The Hurt Is Gone».
22 березня 2016 року було оголошено, що Yellowcard відіграють весь 2016 Vans Warped Tour. 25 червня 2016 року гурт оголосив на своєму сайті, що розпадається після фінального туру, заявивши: «Будь ласка, приходьте і приєднуйтесь до нас у нашій останній подорожі по всьому світу. Ми сподіваємося розділити цей останній альбом і тур з кожним з вас». Тур продовжився у Великій Британії у грудні 2016 року, Австралією у лютому 2017 року, а потім останньою серією концертів у США на західному узбережжі у березні. Гурт оголосив, що Джиммі Бранквіст з Like Torches гратиме на барабанах під час останнього турне. 21 і 22 березня гурт зіграв концерти перед повними залами в Альбукерке, Нью-Мексико, і Темпе, Арізона, відповідно. Останній концерт гурт відіграв 25 березня 2017 року в House Of Blues в Анагаймі, штат Каліфорнія. 12 квітня 2017 року вийшло останнє музичне відео «A Place We Set Afire».

### 2017—2022: після розпаду та судовий позов на Juice Wrld
Після розпаду гурту, Кі продовжив сольну кар'єру під своїм повним ім'ям Вільям Раян Кі. Він випустив три мініальбоми і гастролював як сольний виконавець, а Мендез і Портман час від часу з'являлися на сцені разом з ним. Починаючи з 2018 року, Кі також був гастролюючим гітаристом гурту New Found Glory.
У 2019 році учасники складу Yellowcard часів альбому Lights and Sounds колективно подали до суду на репера Juice Wrld, стверджуючи, що його пісня «Lucid Dreams» є плагіатом мелодії їхньої пісні «Holly Wood Died». Гурт найняв адвоката Річарда Буша, найбільш відомого тим, що представляв інтереси Марвіна Гея під час розгляду справи «Blurred Lines». Повідомлялося, що юридична фірма Буша судилася з Juice Wrld за 15 мільйонів доларів; сам Буш, однак, стверджував, що сума була «невірно зазначена», і що учасники гурту «просто прагнули того, що дозволяє закон, і що сторони в їхньому становищі прагнули в подібних випадках, що на даний момент не визначено». Після смерті репера, що сталася пізніше того ж року, учасники гурту продовжили термін, протягом якого відповідач мав відповісти на позов. Це значно посилило суперечки, оскільки багато ЗМІ зазначили, що це означало, що гурт все ще продовжує судитися, незважаючи на смерть репера. Хоча в заяві для преси Буш підкреслив, що учасники гурту відчувають дуже змішані емоції.
«Мої клієнти, безумовно, розриваються між бажанням продовжити процес і розуміють, до чого йде. Але важливо пам'ятати, що цей позов був поданий до цієї трагічної події, і був поданий тому, що всі відповідачі (а це ще два письменники і кілька музичних видавництв і звукозаписних лейблів) нажилися на тому, що, на нашу думку, було явним копіюванням і порушенням прав на роботу Yellowcard». — Річард Буш
Зрештою, Yellowcard вирішили відкликати позов у 2020 році після того, як мати Джареда Гіггінса (справжнє ім'я Juice WRLD) успадкувала його майно. Буш заявив, що гурт «дуже співчуває не тільки смерті Juice WRLD, але й потребує часу, щоб вирішити, чи дійсно вони хочуть продовжувати справу проти його скорботної матері як особистого представника його майна». Він також зазначив, що справа може бути подана повторно, якщо гурт передумає.
У 2021 році Кі та Мендез створили дует електронної музики під назвою JEDHA.

### 2022—дотепер: возз'єднання,Childhood EyesтаA Hopeful Sign
Yellowcard возз'єдналися 17 вересня 2022 року на фестивалі Riot Fest у Чикаго, штат Іллінойс. На концерті був повністю відіграний альбом Ocean Avenue, а також кілька інших пісень. 26 вересня гурт оголосив, що зіграє на фестивалі Slam Dunk у травні 2023 року. Крім того, гурт оголосив про виступ на фестивалі When We Were Young 21 жовтня 2023 року.
14 лютого 2023 року гурт оголосив про літній тур на честь 20-річчя альбому Ocean Avenue по всій території США разом з Mayday Parade, This Wild Life, Story of the Year та Anberlin.
20 травня 2023 року гурт анонсував новий сингл під назвою «Childhood Eyes» після серії тизерів у соціальних мережах. Пісня була випущена 31 травня 2023 року як лід-сингл однойменного мініальбому, який вийшов 21 липня на лейблі Equal Vision Records.
Під час етеру 11 січня 2024 року на шоу Good Morning America гурт оголосив про спільний проєкт під назвою A Hopeful Sign. Альбом складатиметься з дев'яти попередніх пісень Yellowcard, переосмислених і перероблених ембієнт-пост-рок дуетом Hammock. Платівка вийшла 9 лютого 2024 року.

## Склад гурту
- Раян Кі — фронтмен (1999–2017, 2022–дотепер), ритм-гітара (2000–2017, 2022–дотепер), фортепіано (2002–2017), бас (2002–2003; 2004–2010)
- Шон Маккін — скрипка, бек-вокал (1997–2017, 2022–дотепер)
- Раян Мендез — соло-гітара, бек-вокал (2005–2017, 2022–дотепер), бас (2005–2010)
- Джош Портман — бас-гітара, бек-вокал (2012–2017, 2022–дотепер; гастролі 2007–2010)[24].

### Колишні учасники
- Бен Гарпер — соло-гітара, вокал (1997–2006)
- Пітер Моузлі — бас-гітара, клавіші, вокал (2002–2003, 2004–2007)
- Алекс Льюїс — бас-гітара, вокал (2003–2004)
- Воррен Кук — бас-гітара, вокал (1997–2002)
- Тодд Клері — ритм-гітара, вокал (1997–2000)
- Бен Добсон — фронтмен (1997–1999)
- Шон О'Доннел — бас-гітара, бек-вокал (2010–2012)[25]
- Лонгін Парсонс III — барабан (1997–2014)

## Дискографія
- Midget Tossing (1997)
- Where We Stand (1999)
- One for the Kids (2001)
- Ocean Avenue (2003)
- Lights and Sounds (2006)
- Paper Walls (2007)
- When You're Through Thinking, Say Yes (2011)
- Southern Air (2012)
- Lift a Sail (2014)
- Yellowcard (2016)